# 达留什·科塞瓦
达留什·科塞瓦（波蘭語：Dariusz Koseła，1970年2月12日—），波兰男子足球运动员，司职中场。他曾代表波兰国奥队参加1992年夏季奥林匹克运动会足球比赛，获得一枚银牌。